# Unadilla albidiorella
Unadilla albidiorella är en fjärilsart som beskrevs av Richards och Thomson 1932. Unadilla albidiorella ingår i släktet Unadilla och familjen mott. Inga underarter finns listade i Catalogue of Life.